# Piotr Nóvikov
Piotr Nóvikov (rus: Петр Сергеевич Новиков)  (Moscou, 15 d'agost de 1901 - Moscou, 9 de gener de 1975) va ser un matemàtic soviètic.

## Vida i Obra
Fill d'una família de comerciants, Nóvikov va començar els estudis universitaris el 1919 a Moscou, però els va haver d'interrompre per servir en l'Exèrcit Roig entre 1920 i 1922 a les poblacions de Kostromà i Taganrog. El 1922 va reprendre els estudis i es va graduar en física i matemàtiques el 1926. Els anys següents va fer treballs de recerca de postgrau sota la direcció de Nikolai Luzin, per qui sempre va sentir un gran respecte, inclòs després de la seva caiguda en desgràcia, en la que no va participar, al contrari que d'altres alumnes de l'anomenat grup Luzitània.
En acabar el postgrau el 1929, va ser professor de la Universitat de Tecnologia Química de Moscou i el 1935 va obtenir el doctorat en matemàtiques. A partir de 1934 i fins a la seva jubilació el 1973, va treballar a l'Institut Steklov de Matemàtiques, càrrec que portava aparellada la docència a la universitat Estatal de Moscou. El 1957, en crear-se el departament de lògica matemàtica a l'Institut Steklov, el va dirigir fins al 1973. A partir de 1944 va ser, simultàniament, cap del departament d'anàlisi matemàtica de la Universitat Estatal Pedagògica de Moscou.
El 1935 es va casar amb la matemàtica Liudmila Kéldix i el seu fill Serguei també va ser un matemàtic rellevant, guanyador de la Medalla Fields.
El 1968 va ser el primer signant de la coneguda com carta dels noranta-nou; una carta signada per més d'un centenar de matemàtics rellevants, en la qual es demanaven explicacions a les autoritats polítiques i sanitàries sobre l'irregular internament psiquiàtric del matemàtic dissident Iessenin-Volpin.
Esl treballs científics de Nóvikov van enriquir significativament les branques matemàtiques de la teoria descriptiva de conjunts, de l'àlgebra i teoria de grups i de la lògica matemàtica. Una de les seves aportacions més interessants, que afecta els problemes de decidibilitat, va ser la demostració (1955) de que existeixen certs tipus de grups per als quals no existeix cap algorisme o procediment de càlcul per resoldre el problema de les paraules plantejat per Max Dehn el 1910.
Juntament amb Màrkov i Kolmogórov és considerat un dels pares de la ciència de la computació a la Unió Soviètica, però al inrevés que ells, no ho va ser de forma directa sinó a través dels seus alumnes, el més brillant dels quals va ser Alexei Liapunov.